# Grieth

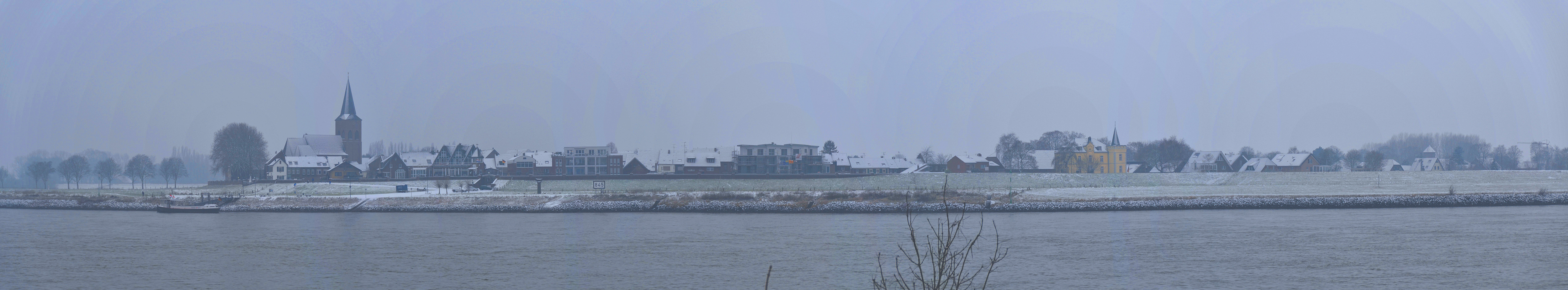
Ansicht von Grieth vom gegenüberliegenden Rheinufer – Grietherort

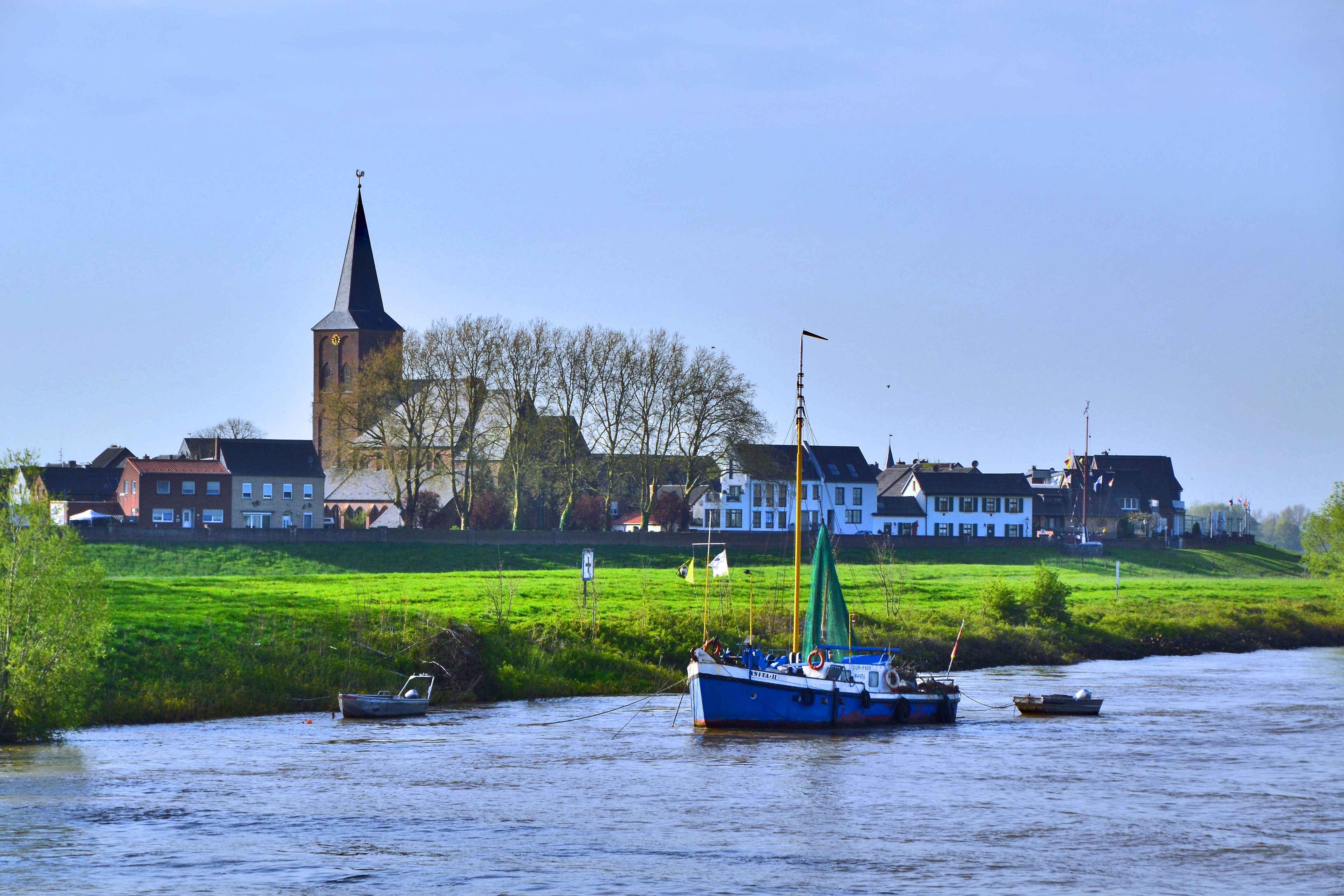
Grieth – Ansicht vom Rhein mit dem Aalschokker Anita II

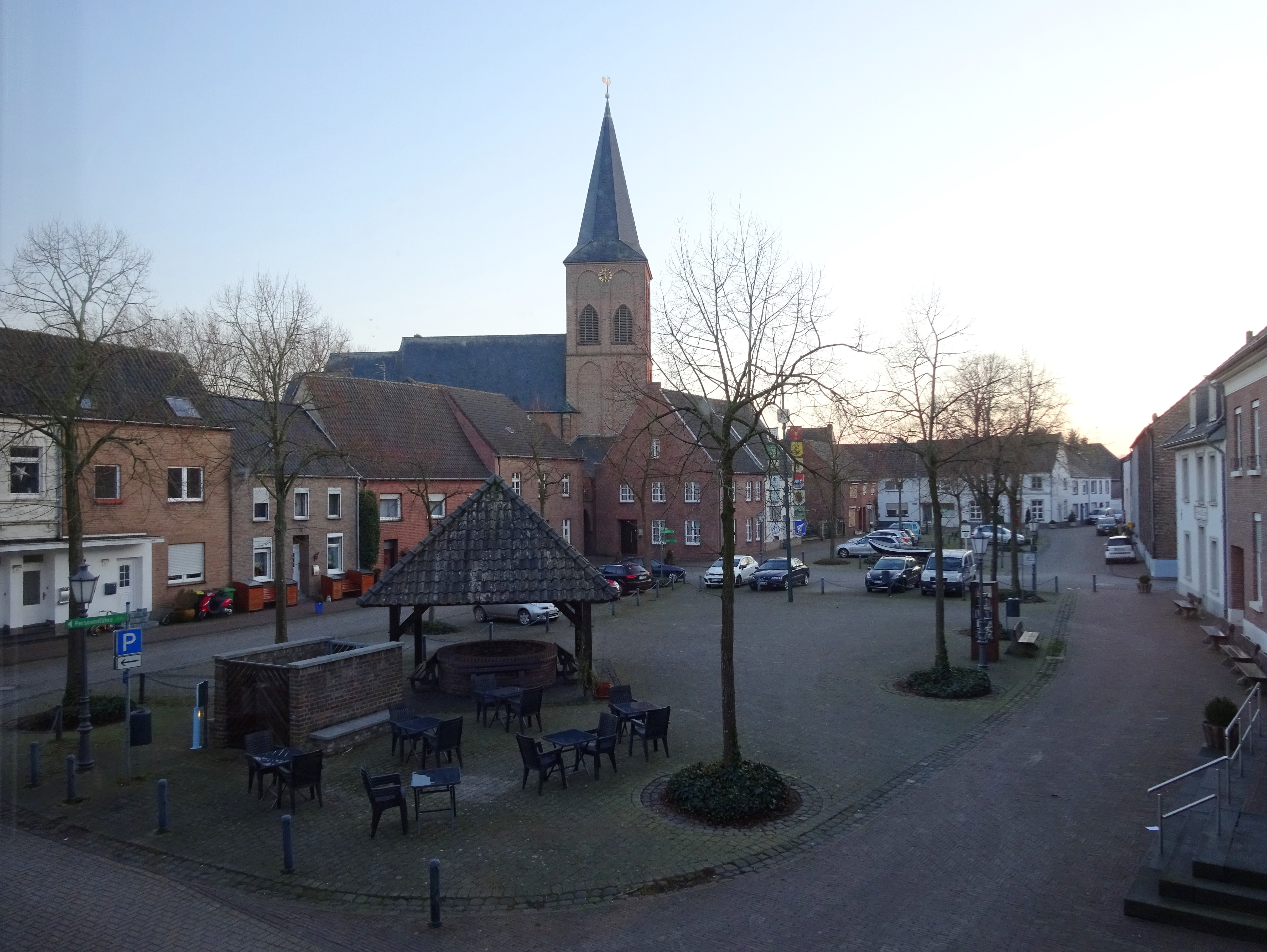
Griether Markt

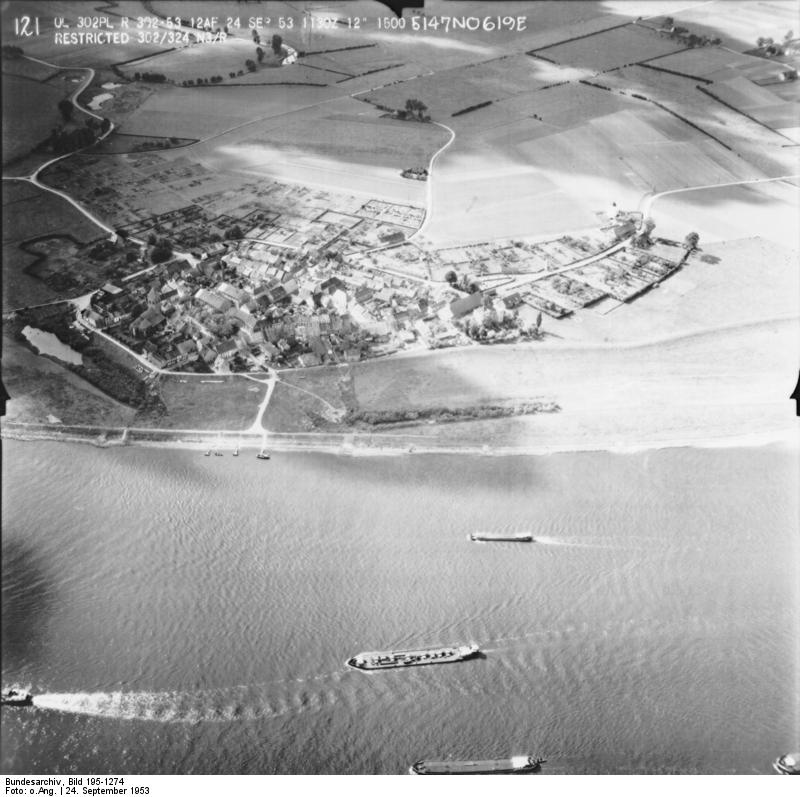
Luftaufnahme von 1953

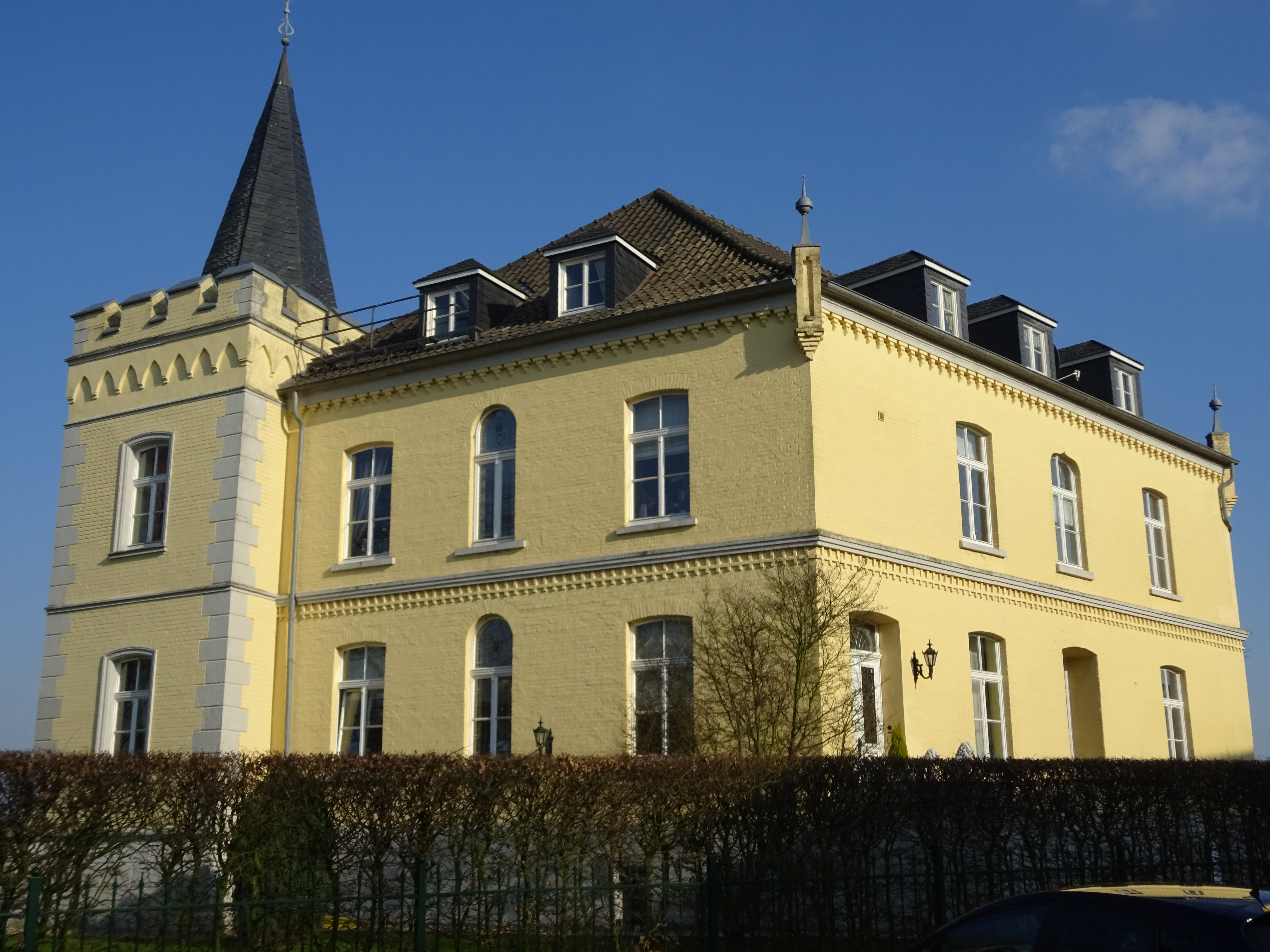
Haus Grieth

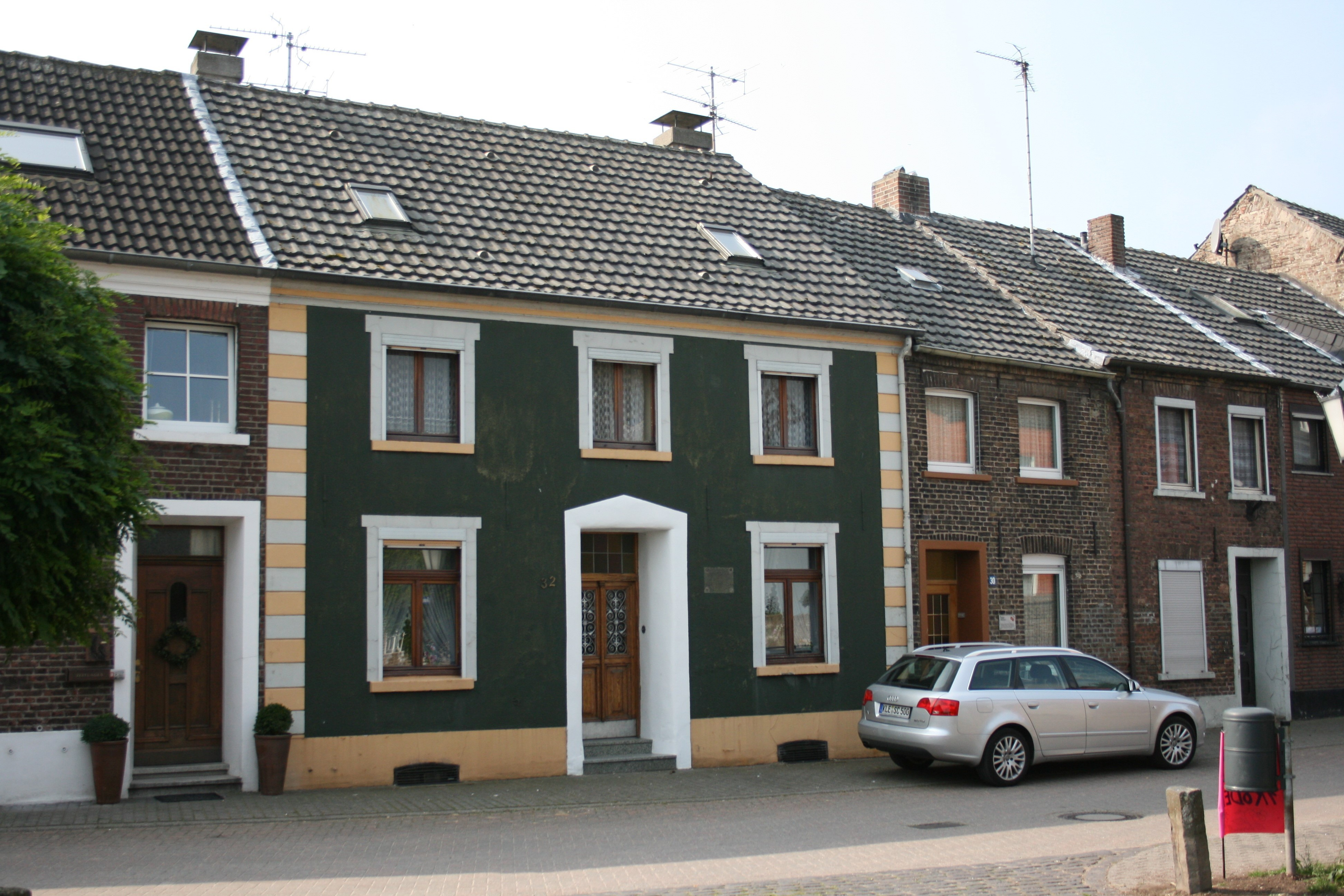
Typische Häuserzeile im Ort

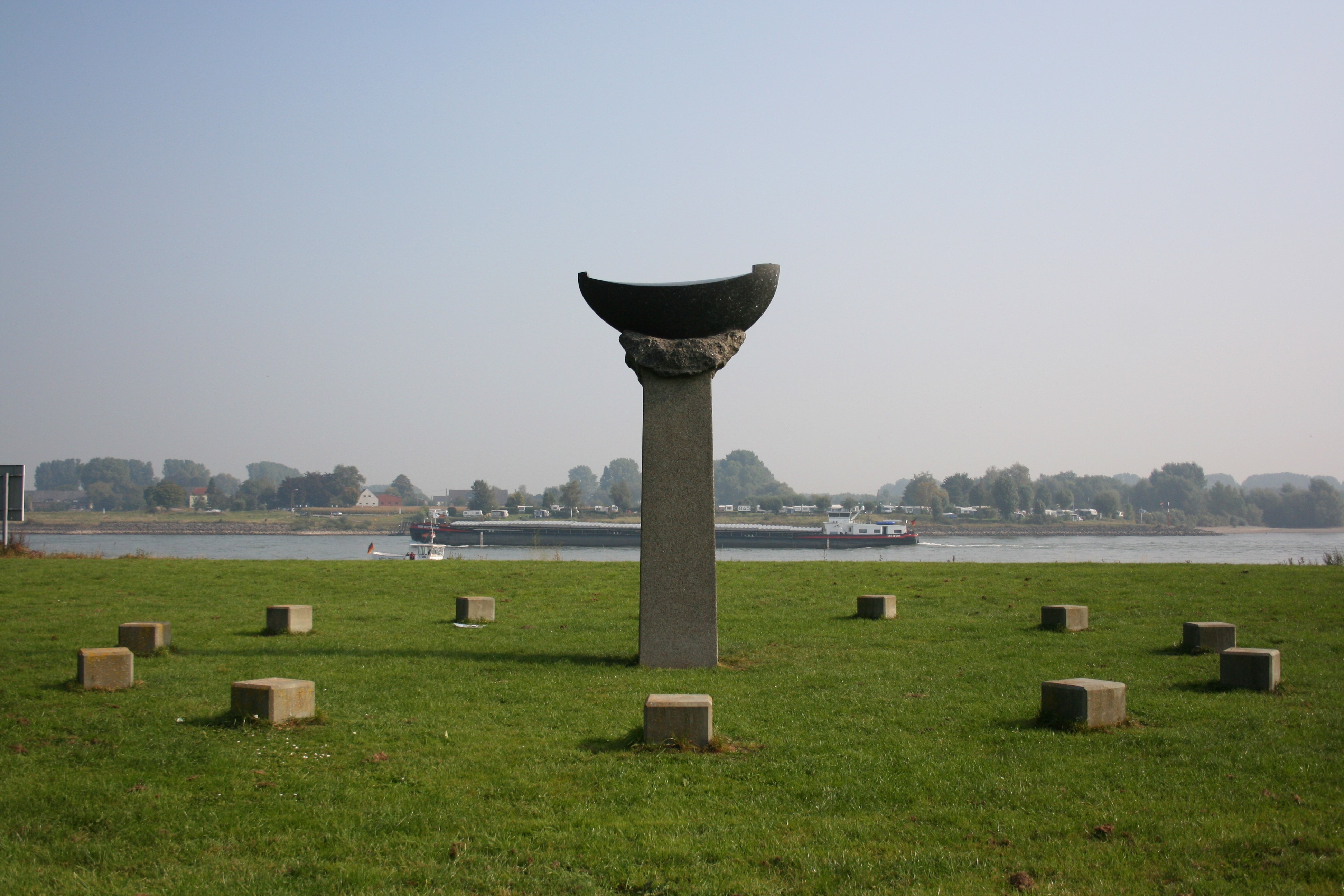
Das „Steinboot“ am Rheinufer

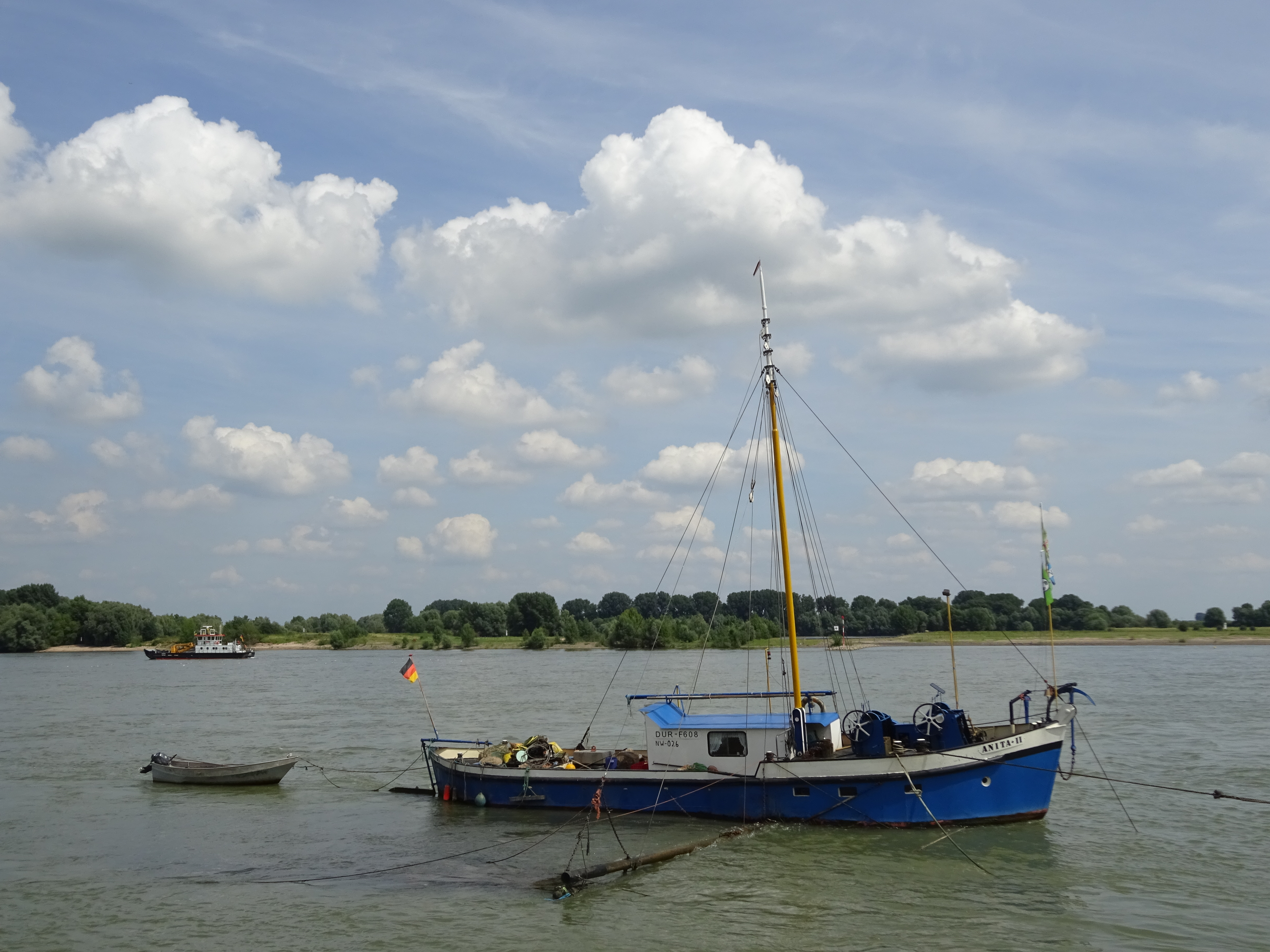
Anita II

Grieth am Rhein ist ein Ortsteil der Stadt Kalkar am linken unteren Niederrhein. Es liegt unmittelbar am Rhein, rund 6 km nördlich des Stadtkerns von Kalkar. Am 31. Dezember 2018 hatte der Ort 823 Einwohner.

## Geografie
Noch während des letzten Jahrtausends hat sich der Rheinverlauf bei Grieth wiederholt verändert.
Demnach floss der Rhein Mitte des 13. Jahrhunderts nicht wie heute östlich von Grieth in Süd-Nord-Richtung an Grieth vorbei, sondern passierte Grieth von Osten kommend nördlich. Danach bildete er eine Flussschlinge, die sich während der nächsten rund 300 Jahre immer weiter nach Nordosten ausdehnte. Schließlich verlief er dort, wo sich heute der Bienener Altrhein befindet. Das Gebiet der Ortschaft Grietherort, die heute Grieth auf der rechten Rheinseite gegenüberliegt, war zu dieser Zeit mit Grieth durch eine Landbrücke verbunden. Es bildete sich eine Halbinsel, die in weitem Bogen vom Rhein umflossen wurde – bis der Rhein in der zweiten Hälfte des 16. Jahrhunderts bei einem Hochwasser die immer schmaler gewordene Landbrücke zwischen Grieth und Grietherort durchbrach. Zurückgeblieben sind von diesen Verlagerungen des Rheins die Altrheinarme, die insbesondere auf der rechten Rheinseite das Landschaftsbild prägen.
Stromabwärts von Grieth griff der Mensch im 19. Jahrhundert bei der Begradigung einer Schlinge ein, die sich zwischen Grieth und der rechtsrheinischen Ortschaft Dornick bildete. 1819 begannen die preußischen Behörden mit den Arbeiten am „Griether Durchstich“.
1832 fuhren die ersten Rheinkähne durch das neue Flussbett. Die Deichstrecken bei Grieth wurden zuletzt saniert um 2018–19.

## Geschichte
Zur Namensdeutung von Grieth gibt es zwei unterschiedliche Herangehensweisen. So könnte der Name der Stadt – durch die Lage am Rhein – von „Gries“ oder „Grieß“ abgeleitet werden, was Sand oder Kies bedeutet.
Eine andere Deutung verweist auf das Große Stadtsiegel aus dem 13. Jahrhundert. Hier ragen aus dem oberen Laufgang der zinnenbekrönten Stadtmauer an den Seiten zwei Riedbüschel heraus. Somit kann der Name von dem rund um die Stadt vorhandenen Riedland abgeleitet werden.
Grieth wurde von den Klever Grafen seit dem 13. Jahrhundert zu einem befestigten Hafen- und Handelsplatz ausgebaut. Die Klever brauchten eine eigene Stadt am Rhein, um auch vom Schiffsverkehr profitieren zu können. Die nur rund 7 Kilometer stromauf gelegene Stadt Rees stand unter kurkölnischer Herrschaft. 1254 erhielt Grieth von Graf Dietrich VI. von Kleve Stadtrechte, 1472 Zoll- und Stapelrechte. 1540 wurde Grieth auch Mitglied im Städtebund der Hanse.
Bis ins 20. Jahrhundert bot der Rhein für viele Griether Erwerbsmöglichkeiten, besonders als Schiffer und Fischer. Im Fluss wurden unter anderem Aale, aber auch Lachse bzw. Salme gefangen. Zum anderen bot vor dem Aufkommen der Dampfschiffe das Treideln Verdienstmöglichkeiten. Pferde zogen Lastkähne oder bei zu schwachem Wind auch Segelschiffe auf dem Leinpfad („Linnepad“) stromauf. Die Griether stellten die Pferde und fanden Arbeit als Treidelschiffer und Pferdetreiber. Später waren viele Griether Binnenschiffer, auch auf kleinen Proviantbooten zur Versorgung vorbeifahrender Schiffe mit Waren des täglichen Bedarfs.
Am 1. Juli 1969 wurde Grieth nach Kalkar eingemeindet.
Grieth war in den letzten Jahren von Landflucht betroffen: Die ehemals sechs Kneipen stellten den Betrieb ein, genauso wie Metzger, Bäcker oder ein Imbiss. Daraufhin wurden durch die Hochschule Rhein-Waal viele Griether im Rahmen eines Pilotprojekts befragt, was sie sich für die Zukunft ihres Ortes wünschen. Im Juli 2016 wurde ein von einer Genossenschaft getragenes Geschäft für die tägliche Grundversorgung eröffnet, das Griether Hanselädchen. Der Großteil der Einwohner Grieths beteiligt sich an der genossenschaftlichen Gesellschaftsform.
Am 10. Mai 2016 wurde – initiiert durch das Organisationsteam für den Kreis- bzw. Landeswettbewerb „Unser Dorf hat Zukunft“ – einstimmig vom Ausschuss für Kultur und Tourismus der Stadt Kalkar beschlossen, dass der Stadt(teil)name offiziell in „Grieth am Rhein“ geändert wird.

## Ortsbild und Sehenswürdigkeiten
Die Bebauung hielt sich bis vor wenigen Jahren innerhalb der mittelalterlichen Stadtgrenzen, wo man vor dem Hochwasser des Rheins weitgehend sicher war. Bei besonders hohem Wasserstand drang der Rhein allerdings auch wiederholt in die Straßen Grieths ein.
Deren Verlauf hat sich in den letzten Jahrhunderten kaum verändert. Die Silhouette Grieths wird geprägt von der spätgotischen dreischiffigen Pfarrkirche St. Peter und Paul aus dem 15. Jahrhundert. Sie steht – durch eine Häuserzeile getrennt – am Marktplatz. Die Einheit von Kirche, Marktplatz und dichtbebauten Straßen und Gassen geben Grieth seinen kleinstädtischen Charakter.
Zu den Baudenkmälern in Grieth gehört das am Nordrand der Stadt gelegene, 1371 erstmals erwähnte Haus Grieth. Das Gebäude, das ursprünglich auch Verteidigungszwecken diente, ist in einen stattlichen neugotischen Bau umgebaut worden.
Zeichen für die Verbundenheit Grieths mit dem Rhein sind der auf dem Rheindeich aufgestellte flaggengeschmückte Schiffsmast des Schiffervereins Grieth und die im Vorland am Rhein errichtete stelenartige Skulptur „Steinboot“ des Kalkarer Bildhauers Christoph Wilmsen-Wiegmann. Sie trägt auf ihrer Spitze ein stilisiertes stromaufwärts fahrendes Schiff. Bei Hochwasser wird sie oft vom Rhein umströmt.
Im Heimatmuseum Grieth am Marktplatz wurden Ausrüstungen und Werkzeuge von Korbflechtern, Fischern und Rheinschiffern sowie Gebrauchsgegenstände des täglichen Lebens gezeigt. Ergänzt durch Bilder und Fotos vermittelten sie einen Eindruck des früheren Lebens in Grieth. Das Heimatmuseum wurde im Frühjahr 2020 geschlossen.
Am Rheinufer lag einer der letzten rheinischen Aalschokker. Der Fischer Rudi Hell betreibt mit dem Nachfolgeschiff Anita II auch Fischmonitoring im Auftrag wissenschaftlicher Institutionen. 2010 wies er in Zusammenarbeit mit einer auf anderen Rheinseite, in Grietherbusch, gelegenen Forschungsstation erstmals seit über 70 Jahren wieder abwandernde junge Maifische im Rhein nach. Diese waren im Rahmen eines europäischen Projektes zur Wiederansiedlung des Maifisches im Rheinsystem in Köln, in der Sieg und am Oberrhein ausgesetzt worden.
Im Sommer besteht die Möglichkeit, sich mit dem Fahrrad von der Fähre „Inseltreue B“ nach Grietherort übersetzen zu lassen. Nahe Grieth befindet sich das Naturschutzgebiet Deichvorland bei Grieth mit Kalflack.

## Persönlichkeiten
Der Meteorologe Wilhelm Jacob van Bebber (1841–1909) wurde in Grieth geboren.

## Bildergalerie

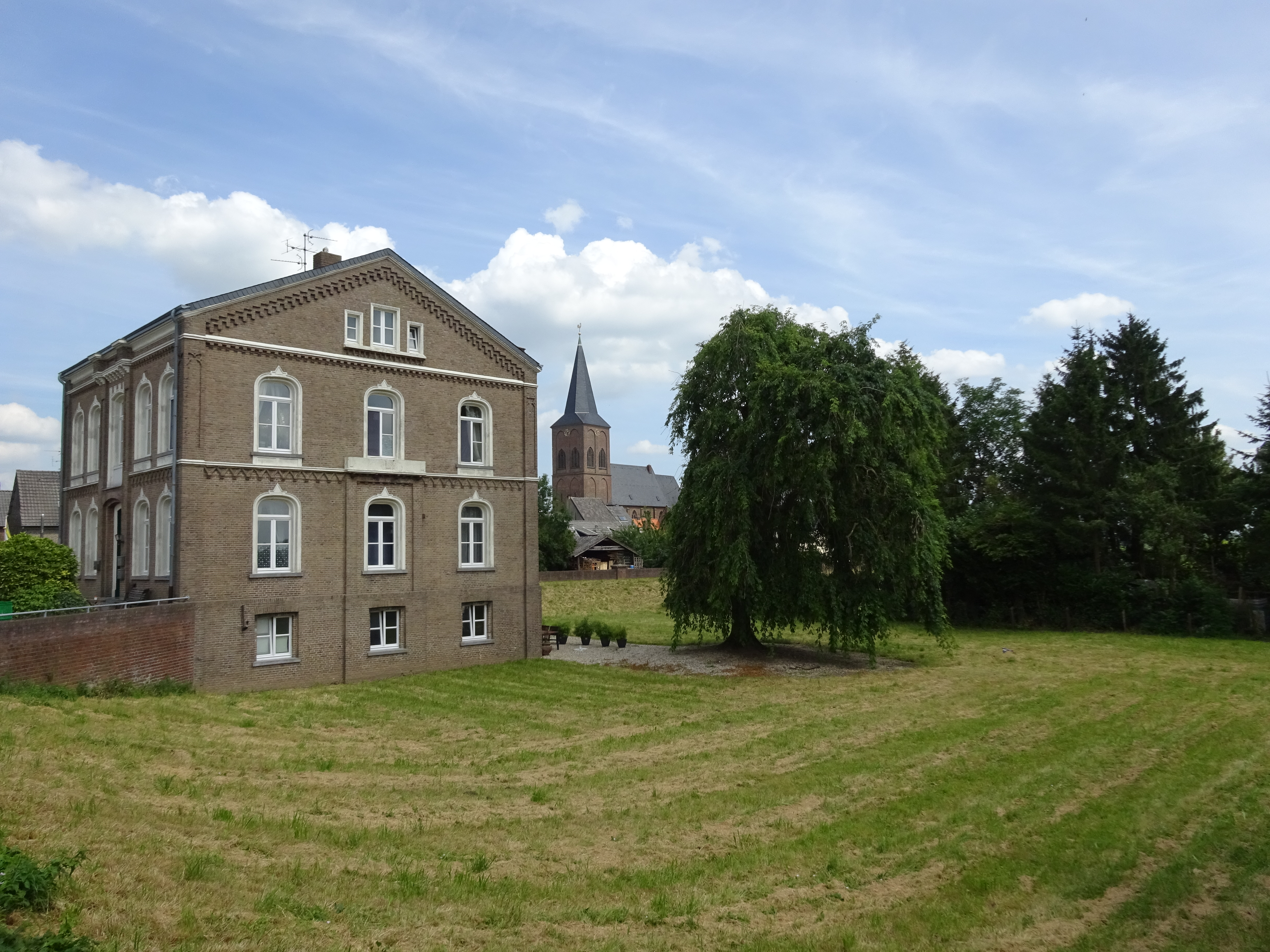
Schuldamm 4 und Kirche
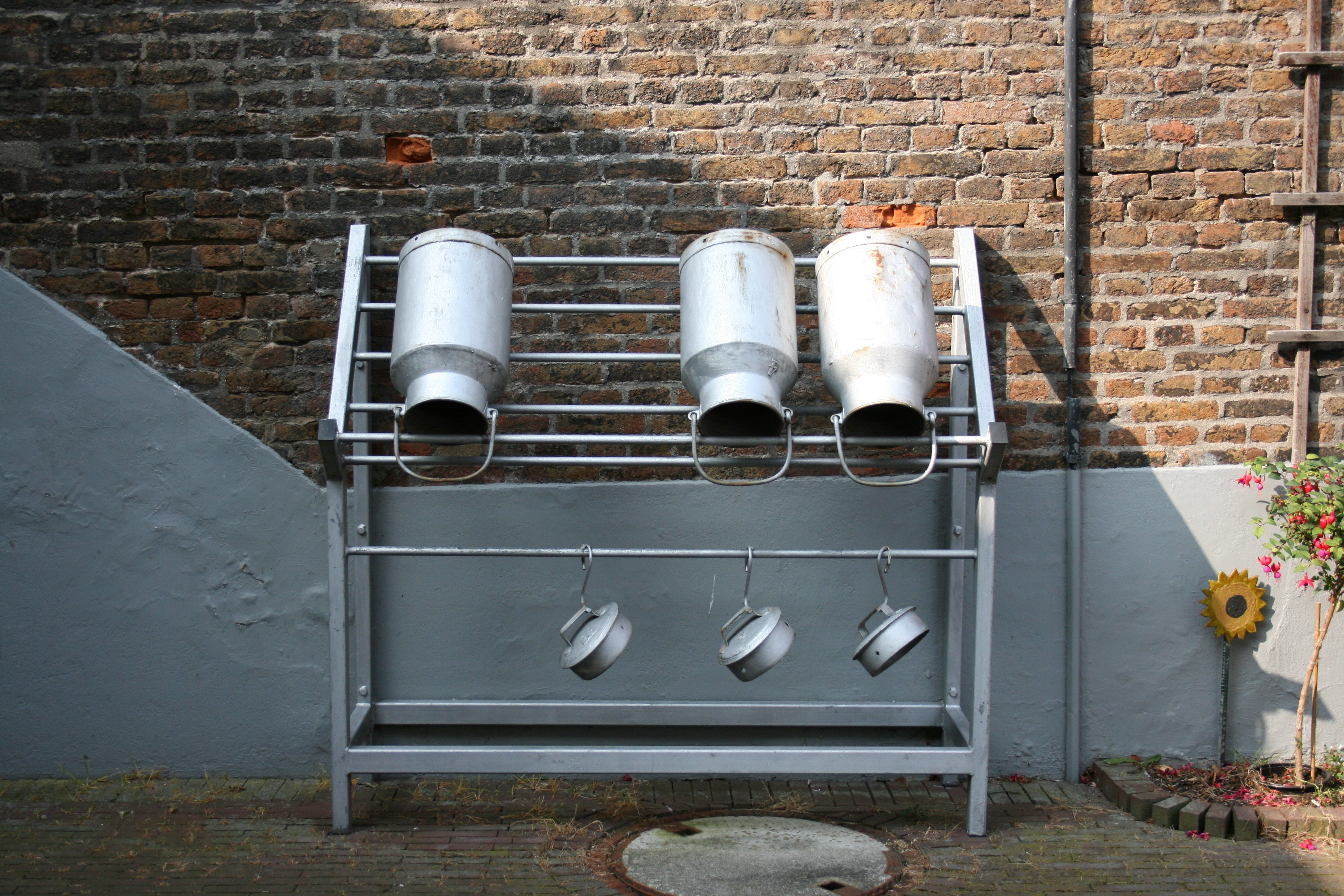
Milchkannen vor der ehemaligen Molkerei
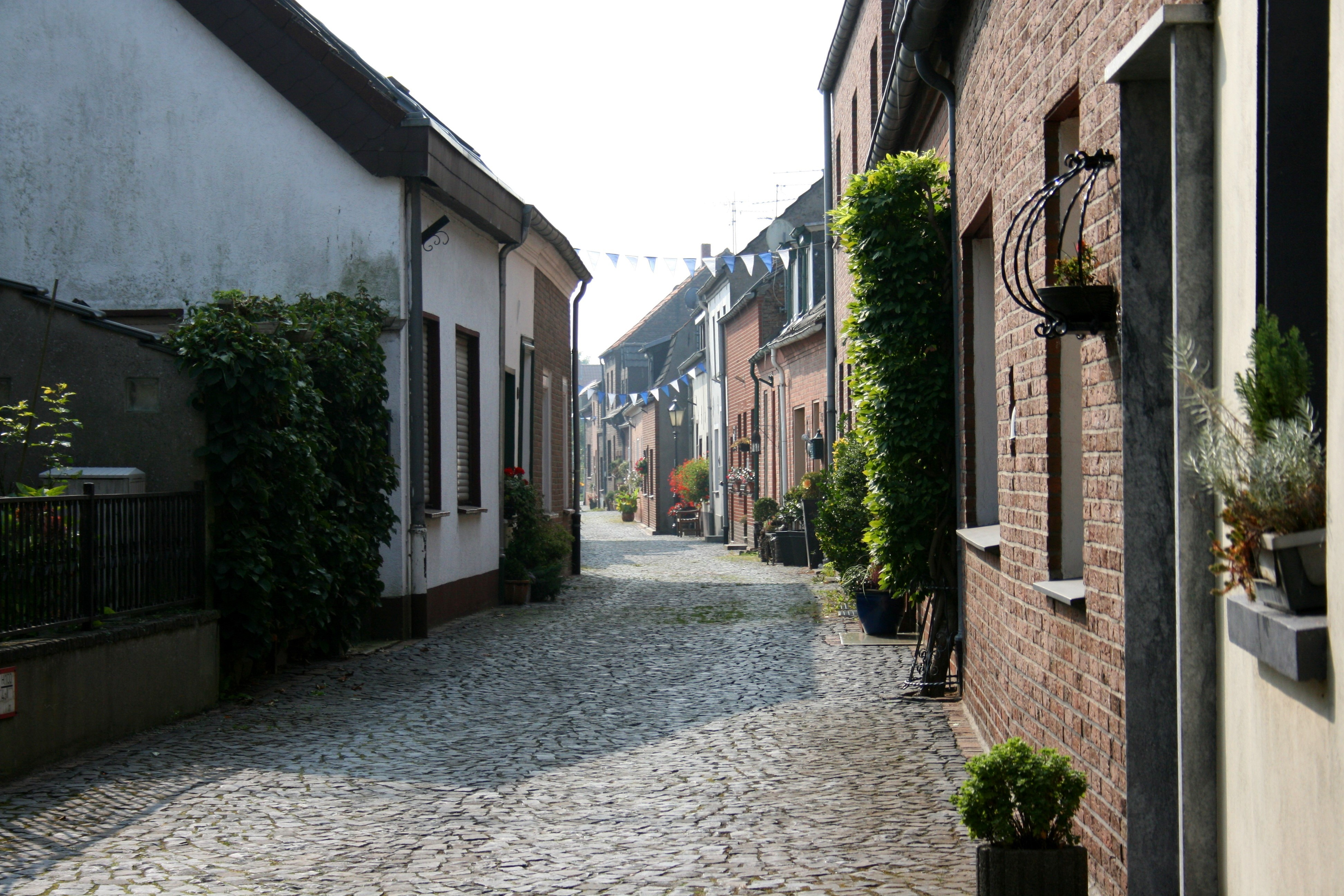
Limmerstraße
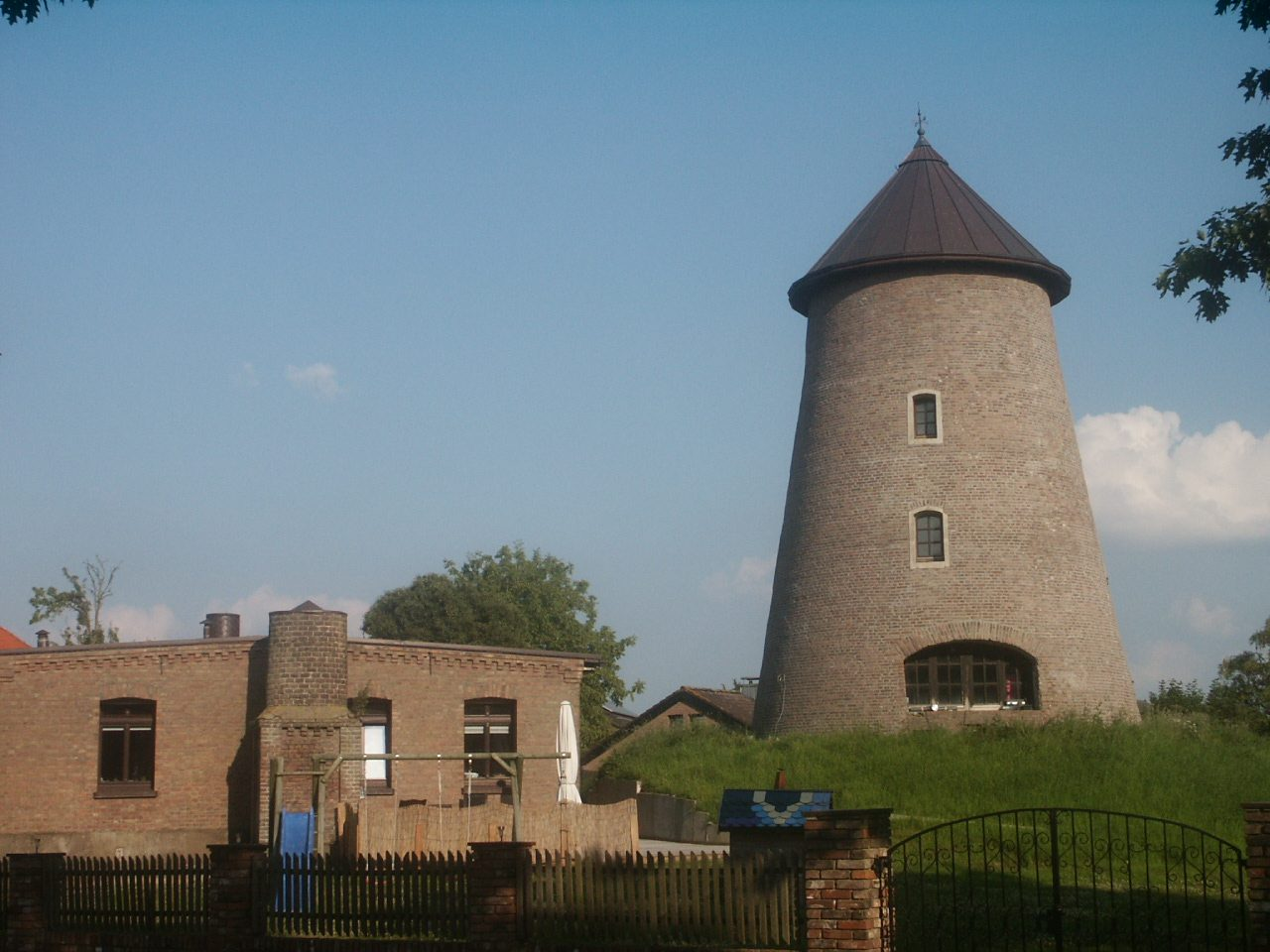
Griether Mühle

## Nachweise
1. ↑  Stadtportrait. Stadt Kalkar, abgerufen am 27. Oktober 2019.
2. ↑  Julius Leithaeuser: Bergische Ortsnamen. Verlag Buchdruckerei A. Martini, Elberfeld, 1901, S. 31.
3. ↑  Toni Diederich: Rheinische Städtesiegel. Verlag Neusser Druckerei und Verlag GmbH, Neuss 1984, ISBN 3-88094-481-4, S. 245 f.
4. ↑  Friedrich Gorissen (Hrsg.): Grieth. Das siebenhundertjährige Schifferstädtchen am Niederrhein. 1950, S. 18.
5. ↑  Stadt- und Vereinsportal der Hansestadt Grieth: Grieth - die Geschichte. (Memento vom 4. August 2012 im Webarchiv archive.today)
6. ↑  Martin Bünermann: Die Gemeinden des ersten Neugliederungsprogramms in Nordrhein-Westfalen. Deutscher Gemeindeverlag, Köln 1970, S. 79.
7. ↑  Kalkar-Grieth: Hanselädchen wird eröffnet, rp-online.de, 8. Juli, abgerufen am 31. Juli 2016.
8. ↑  Antrag des Organisationsteams "Unser Dorf hat Zukunft" auf Ergänzung des Stadt(teil)namens. Stadt Kalkar, 10. Mai 2016, abgerufen am 25. April 2019.
9. ↑  Universität Köln, Research Station Grietherbusch  (Seite nicht mehr abrufbar, festgestellt im April 2018. Suche in Webarchiven)
10. ↑  Wikinews, Bedeutender Erfolg für Maifische im RheinBedeutender Erfolg für EU-Projekt „Maifisch im Rhein“
11. ↑  Landesamt für Natur, Umwelt und Verbraucherschutz, Life-Projekt Maifischlanuv.nrw.de
12. ↑  Poller Maigeloog, Fang Grieth, Presse pollermaigeloog.de